# Quận Kane, Illinois
Quận Kane là một quận thuộc tiểu bang Illinois, Hoa Kỳ.
Quận này được đặt tên theo. Theo điều tra dân số của Cục điều tra dân số Hoa Kỳ năm 2000, quận có dân số người. Quận lỵ đóng ở.

## Địa lý
Theo Cục điều tra dân số Hoa Kỳ, quận có diện tích km2, trong đó có km2 là diện tích mặt nước.

## Thông tin nhân khẩu
Theo điều tra dân số 2 năm 2000, quận đã có dân số 404.119 người, 133.901 hộ gia đình, và 101.496 gia đình sống trong quận hạt. Mật độ dân số là 776 người trên một dặm Anh vuông (300/km ²). Có 138.998 đơn vị nhà ở mật độ trung bình của 267 trên một dặm Anh vuông (103/km ²). Cơ cấu chủng tộc của dân cư sinh sống trong quận bao gồm 79,27% người da trắng, 5,76% da đen hay Mỹ gốc Phi, 0,31% người Mỹ bản xứ, 1,81% châu Á, Thái Bình Dương 0,04%, 10,61% các chủng tộc khác, và 2,21% từ hai hoặc nhiều chủng tộc. 23,74% dân số là người Hispanic hay Latino thuộc một chủng tộc nào. 20,1% là người gốc Đức, Ailen 8,7%, 5,5% người Ba Lan, Ý 5,5% và 5,2% gốc tiếng Anh theo điều tra dân số năm 2000. 75,1% nói người gốc Anh và 21,1% Tây Ban Nha là ngôn ngữ đầu tiên của họ.
Có 133.901 hộ, trong đó 41,60% có trẻ em dưới 18 tuổi sống chung với họ, 61,20% là đôi vợ chồng sống với nhau, 10,00% có nữ hộ và không có chồng, và 24,20% là không lập gia đình. 19,60% hộ gia đình đã được tạo ra từ các cá nhân và 6,70% có người sống một mình 65 tuổi hoặc lớn hơn. Cỡ hộ trung bình là 2,97 và cỡ gia đình trung bình là 3,43.
Trong quận, dân số đã được trải ra với 30,30% dưới độ tuổi 18, 9,10% 18-24, 31,90% 25-44, 20,40% từ 45 đến 64, và 8,40% từ 65 tuổi trở lên đã được những người. Độ tuổi trung bình là 32 năm. Đối với mỗi 100 nữ có 101,20 nam giới. Đối với mỗi 100 nữ 18 tuổi trở lên, đã có 98,80 nam giới.
Thu nhập trung bình cho một hộ gia đình trong quận đã đạt mức USD 59.351, và thu nhập trung bình cho một gia đình là USD 66.558. Phái nam có thu nhập trung bình USD 45.787 so với 30.013 USD của phái nữ. Thu nhập bình quân đầu người đạt mức 24.315 USD. Có 6,60% gia đình và 8,40% dân số sống dưới mức nghèo khổ.